# 1124年
| 千纪： | 2千纪 |
| 世纪： | 11世纪 \| 12世纪 \| 13世纪 |
| 年代： | 1090年代 \| 1100年代 \| 1110年代 \| 1120年代 \| 1130年代 \| 1140年代 \| 1150年代                                                         |
| 年份： | 1119年 \| 1120年 \| 1121年 \| 1122年 \| 1123年 \| 1124年 \| 1125年 \| 1126年 \| 1127年 \| 1128年 \| 1129年                               |
| 纪年： | 甲辰年（龙年）；辽保大四年；北宋宣和六年；西夏元德六年；金天會二年；西辽延慶元年；大理嘉永三年；越南天符睿武五年；日本保安五年，天治元年 |

## 大事记
- 中国
  - 宣和北方大暴動。
  - 西北遼太保特母哥向金朝投降。
  - 遼天祚帝親自出兵收復燕州、雲州地區，耶律大石殺掉蕭乙薛和坡裡括後自立為王，率領鐵騎出奔，率部西迁，渡過黑水，至可敦城建立西遼。
  - 夏崇宗奉表降金，金朝把原屬遼朝的西北地帶，陰山以南吐祿泊以西之地割讓給西夏。
- 其他
  - 12月21日——霍諾留斯二世当选为教宗。

## 出生
- 李仁孝，西夏皇帝（逝世于1193年，69岁）

## 逝世
- 4月23日——亚历山大一世，苏格兰国王（约出生于1078年，46岁）
- 12月13日——卡利克斯特二世，教宗
- 哈桑·沙巴，活躍於伊朗北部的著名暗殺組織阿薩辛派的創始人。